# 보비크투스과
보비크투스과(Bovichtidae 또는 Bovichthyidae)는 페르카목에 속하는 조기어류과의 일종이다. 오스트레일리아와 뉴질랜드 그리고 남아메리카 연안 수역, 오스트레일리아 남동부와 태즈메이니아주의 강과 호수에서 발견된다. 형태학적 특징에 대한 계통발생학적 분석에 의하면 보비크투스과는 단계통군이 아니다. 몸길이는 23~203cm이다.

## 하위 속
- 보비크투스속 (Bovichtus)
- Cottoperca
- Halaphritis
- 프세우다프리티스속 (Pseudaphritis) - 현재, 별도의 프세우다프리티스과(Pseudaphritidae)로 분류.